# Abrasive Wheels
Abrasive Wheels is een Engelse punkband uit Leeds die is opgericht in 1976 en tijdens de jaren 70 en 80 actief was. Gedurende deze periode maakte de band naam in de Britse punkbeweging en bereikte met regelmaat de alternatieve hitlijsten. De oorspronkelijke bezetting van de band bestond uit Phil Rzonca, Dave Ryan, "Harry" Harrison en "Nev" Nevison. In 2002 werd de band heropgericht met zanger Rzonca als enig overgebleven oorspronkelijk lid.

## Geschiedenis
De band werd opgericht in 1976 en bestond aanvankelijk uit zanger Phil "Shonna" Rzonca, gitarist Dave Ryan, basgitarist Robert Welch en drummer Adam Rzonca. De band speelde voor het eerst een concert tijdens een feest van een vriend in 1977. Dit werd gevolgd door meer optredens. De band kreeg uiteindelijk de kans om in het voorprogramma te spelen van de Britse punkband U.K. Subs.
Na dit optreden verlieten Welch en Adam Rzonca de band. Adams taken werden deels overgenomen door drummer Martin Taylor. Taylor werd echter geen permanent lid van Abrasive Wheels, maar speelde wel enkele optredens met de band en zou uiteindelijk te horen zijn op de eerste demo-opname. De taken van Welch waren overgenomen door een vriend van de band. Drummer Mark Holmes en basgitarist Dave Hawkridge werden uiteindelijk als permanente leden tot de band toegelaten. Met deze nieuwe bezetting nam de band de eerste demo op en toerde het met de Engelse punkband Slaughter & the Dogs. Nadat de leden van de band tevergeefs hadden getracht een album via een platenlabel uit te laten geven, werd besloten het album zelf te financieren en uit te geven. Deze eerste ep, getiteld The Army Song, werd onder eigen beheer uitgegeven in 1981. Hawkridge en Holmes vertrokken daarna, om vervolgens vervangen te worden door basgitarist "Harry" Harrison en drummer "Nev" Nevison. Beide muzikanten hadden al eerder gespeeld in de lokale punkband The Urban Zones. 
Deze nieuwe formatie, nu bestaande uit Rzonca, Ryan, Harrison en Nevison, wordt door Rzonca beschouwd als de eerste "echte" bezetting van de band. De ep werd opgemerkt door het onafhankelijke platenlabel Red Rhino Records, waar de band een contract bij tekende, waarna het al snel meer dan 3000 keer werd verkocht. Abrasive Wheels tekende vervolgens bij Riot City Records en gaf daar de ep Vicious Circle uit, wat werd gevolgd door een heruitgave van The Army Song. Het debuutalbum, getiteld When the Punks Go Marching In, werd in 1982 uitgebracht. Hierna tekende de band bij Clay Records en bracht hier een coverversie uit van het nummer "Jailhouse Rock". Het tweede studioalbum, getiteld Black Leather Girl, werd uitgegeven in maart 1984. Na het uitgeven van nog een single en het houden van een tournee stopte de band in 1984.
In 2002 richtten de vier leden samen met en de nieuwe gitarist Steve Popplewell de band opnieuw op. Ryan, Harrison en Nevison verlieten de band echter al na enkele optredens. Tijdens deze korte tijd is er een nieuw album opgenomen, dat echter nooit is uitgegeven. Rzonca en Popplewell gingen samen door en rekruteerden Eden Townsley, Chris Bertram en Steve "Skruff" Owen. Een nieuw album, SKuM, werd uitgebracht in 2009. Het nieuwe studioalbum Skrum werd uitgegeven in 2009.
Skruff verliet de band in 2010, en na een Europese tournee verliet Eden de band in 2011. Jordan Woodhead kwam als gitarist bij de band spelen in 2013 en werd gevolgd door Mat Black in 2014, die eveneens gitaarpartijen voor zijn rekening neemt. Lloyd Rees-Carr werd de nieuwe drummer van de band. Rond deze tijd begon de band voornamelijk lokaal weer op te treden. In 2014 speelde Abrasive Wheels op het Rebellion Festival. Jordan en Lloyd vertrokken eind dit jaar vanwege conflicten binnen de band. Ze werden vervangen door drummer Mickey Waddington en gitarist Alex Greatrex.

## Discografie

### Studioalbums
- When the Punks Go Marching In (Riot City Records, 1982)
- Black Leather Girl (Clay Records, 1984)
- Skum (Crashed Out Recordings, 2009)

### Ep's
- Vicious Circle (1981)
- The Army Song (1981)
- Nothing to Prove (2007)
- Abrasive Wheels/The Up! Up! Ups! (2017, splitalbum)

### Singles
- "Burn 'Em Down!" (1982)
- "Jailhouse Rock" (1983)
- "Banner of Hope/Law of the Jungle" (1983)
- "The Prisoner/Christianne" (1984)

### Overige albums
- Limited Edition (1984, videoalbum)
- The Punk Singles Collection (1995, verzamelalbum)
- The Riot City Years 1981 - 1982 (2003, verzamelalbum)